# Куэста, Григорио Гарсия де ла
Григорио Гарсия де ла Куэста (исп. Gregorio García de la Cuesta y Fernández de Celis; 9 мая 1741, La Lastra, Кантабрия — 26 ноября 1811, Пальма) — испанский военачальник, активный участник Революционных и Наполеоновских войн в Испании.

## Начало карьеры
Куэста родился в местечке Туданка, Кантабрия, в семье идальго — нетитулованных и небогатых дворян. В 1758 году он поступил на военную службу в полк Королевской гвардии. К 1790-м годам, когда Испания начала войну с революционной Францией, 50-летний Куэста был генералом. Хотя сами французы рассматривали Пиренейский театр военных действий, как второстепенный, а историки традиционно уделяют ему достаточно мало внимания, поскольку революционная Франция в те дни сражалась на всех фронтах, для испанцев это была полноценная и полномасштабная война, в которой они порой добивались значительных успехов.
20 декабря 1793 года генерал-лейтенант Куэста возглавил 8000 испанцев и португальцев в успешной атаке в битве при Коллиуре, захватив сам город Коллиур, форт Сен-Эльм и Порт-Вендрес. 4 или 5 тысяч французских защитников города и укреплений были убиты или взяты испанцами в плен. Затем Куэста возглавлял дивизию в армии под руководством генерала Хосе де Уррутия и де лас Касас в успешной битве при Баскаре 14 июня 1795 года. Позже корпус Куэсты из 7000-9000 военнослужащих захватил в плен 1500 французов в Пучсерде (26 июля). На следующий день Куэста атаковал и захватил город Беллвер с его французским гарнизоном из 1000 человек. Однако, оба последних успеха Куэсты произошли уже после подписания Базельского мира, о котором Куэсте ещё не было известно.
Политические интриги препятствовали дальнейшему продвижению генерала по службе, однако десять лет спустя, в 1805 году, он был назначен командующим армии Кастилии.

## Пиренейская война
Когда в 1808 году началась война с Францией, Куэсте было уже 67 лет. Когда ему предложили возглавить антифранцузское восстание в Вальядолиде, он сперва отказался, и согласился лишь после того, как жители Вальядолида перед его домом воздвигли виселицу, и пригрозили повесить на ней генерала за его бездействие. В итоге, Куэста возглавил армию, которая состояла не столько из регулярных войск, сколько из плохо обученных, плохо обмундированных и недисциплинированных ополченцев, и к тому же насчитывала всего 5000 человек. Куэста, тем не менее, двинулся прямо навстречу превосходящим силам французов, и был разбит ими в битве при Кабесоне.
После этого Куэста сумел объединить остатки своей армии с армией Галисии генерал-лейтенанта Хоакина Блейка. Здесь у Куэсты сразу возникли споры с более молодым, но возглавлявшим более крупные силы генералом Блейком о верховном командовании. К тому же, Куэста требовал не отступать, а, напротив, наступать на Вальядолид, что в условиях военного доминирования французов было довольно опасно. В итоге армия обоих генералов была разбита французами в битве при Медино-дель-Риосеко, после которой испанцам пришлось отступить.
Переговоры с Центральной хунтой испанских повстанцев привели к кратковременному назначению Куэсты на пост главнокомандующего испанской армией. Однако, в условиях плохих дорог и стремительного наступления французов, осуществлять координацию всех испанских сил из одного штаба оказалось невозможно. Поэтому вскоре генерал Куэста вынужден был оставить этот пост, и, из-за интриг своих недоброжелателей, даже ненадолго оказался под арестом.
После поражения испанцев в битве при Сомосьерре и занятия Наполеоном Мадрида, ситуация в Испании стала отчаянной, и Куэсте разрешили воссоздать и возглавить армию Эстремадуры. На этой должности Куэсте сопутствовал некоторый успех, и в январе-феврале 1809 года крупный укреплённый город Бадахос оказался отвоёванным у французов.
Однако уже в марте французы перешли в контрнаступление. 26 марта Куэста был тяжело ранен и растоптан кавалерией, а его армия жестоко разбита в битве при Медельине. Однако, проявив немалую личную доблесть, Куэста, как позже Блюхер в битве при Линьи, нашёл в себе силы снова сесть на коня и продолжить сражение.
Когда британские войска вступили в Испанию, чтобы помочь испанцам в борьбе с французами, то генерал Куэста объединил свои силы с британской армией герцога Веллингтона. Но отношения Куэсты с британскими союзниками сразу же не заладились точно так же, как до этого они не ладились и с испанцами. Так, Куэста взял на себя снабжение армии, но в полной мере обеспечить его не смог. Неудачно он действовал и в битве при Талавере, которую, англо-испанская армия, тем не менее, выиграла. Когда же Куэста сражался с французами сам, не координируя свои действия с англичанами, то проигрывал.
В 1810 году Куэста перенёс удар, после которого был вынужден выйти в отставку и год спустя умер.

## Оценки деятельности
Генерал Куэста оставил о себе у современников и историков крайне неоднозначную память. Герой франко-испанской войны 1790-х годов, почти насильно в пожилом возрасте вновь привлечённый к командованию армией, он проявлял излишнюю строптивость, ссорился с союзниками и соратниками, и проиграл практически все сражения, которые провёл, что впрочем для испанцев на той войне было весьма характерно. Тем не менее, кратковременное занятие Бадахоса укрепило репутацию Куэсты, как полководца, и ослабило влияние французов в значительной части Испании, а личная смелость, проявленная командующим в битве при Медельине, отчасти компенсировала испанцам с моральной точки зрения чувствительность понесённых в ней потерь.
В целом, английские генералы, а следом за ними английские историки склонны крайне негативно оценивать деятельность Куэсты, обвиняя именно его в неудачах англо-испанской армии, а все заслуги приписывая себе. Напротив, испанские историки, хотя и отмечают недостатки генерала, ставят его довольно высоко, ценя в нём его прямолинейность и храбрость.